# کیشدر
کیشدر (به مجاری:  Kisdér) یک منطقهٔ مسکونی در مجارستان است که در ناحیه شیکلوش واقع شده‌است. کیشدر ۴٫۳۷ کیلومتر مربع مساحت و ۱۲۱ نفر جمعیت دارد.